# 비토르키아노
비토르키아노(이탈리아어: Vitorchiano)는 이탈리아 라치오주 비테르보도에 위치한 코무네다. 몬테피아스코네로부터 북서쪽 70km, 비테르보로부터 북동쪽 7km 거리에 있다.